# Clarke (grandeur)
Pour les articles homonymes, voir Clarke.
Le clarke d'un élément chimique exprime sa teneur moyenne dans la croûte terrestre en général, ou plus souvent dans la croûte continentale. Il s'exprime sous la forme d'une fraction massique (en %, ppm, ou ppb).
Cette notation est née en géochimie : elle était calculée à l'origine par la moyenne des résultats d'analyse de cet élément dans des échantillons nombreux et divers, supposés caractéristiques, provenant d'une formation de l'écorce terrestre.
Le nom de cette grandeur honore le géologue américain Frank Wigglesworth Clarke (1847-1931) pour son rôle fondateur en géochimie. Cette dénomination a été proposée par le géochimiste russe Wladimir Vernadsky en 1924.

## Histoire
Le clarke exprimé en unité de teneur massique moyenne est une grandeur pratique assez récente en chimie générale. Autrefois les physico-chimistes spécialisés dans la lithosphère mentionnaient simplement, sans utiliser cette dénomination technique, la moyenne arithmétique des résultats d'analyse des échantillons prélevés dans une formation rocheuse précise de l'écorce terrestre en pour cent ou en ppm. Les géochimistes ont généralisé et systématisé la démarche à l'ensemble de la croûte terrestre de façon à mieux percevoir les anomalies de composition. 
Cette estimation géochimique de l'occurrence globale d'un élément chimique dans la lithosphère s'est généralisée ostensiblement avec le développement de la prospection géochimique et/ou géophysique, appliquée en particulier aux gisements métallifères ou encore stratégiques, ce qui a permis la vulgarisation de ce terme en géologie, en minéralogie et en chimie minérale. 
Le clarke, selon le dictionnaire de géologie dirigé par Alain Foucault, opus cité, est exprimé en ppm (partie par million) ou en g/t (gramme par tonne).  